# Jan de Boer (1911-2010)
Jan de Boer (Haarlem, 29 juni 1911 – Doorn, 15 februari 2010) was een Nederlands natuurkundige en hoogleraar aan de Universiteit van Amsterdam.

## Biografie
De Boer behaalde zijn doctoraal examen natuurkunde in 1936 aan de Universiteit van Amsterdam. Hij promoveerde op 29 mei 1940 bij prof. dr. Antonius Mathias Johannes Friedrich Michels (1889-1969), van wie hij het levensbericht schreef, op het proefschrift Contributions in the theory of compressed gases (bijdragen in de theorie van gecomprimeerde gassen).

### Hoogleraarschap
Op 26 maart 1946 werd De Boer benoemd tot de eerste hoogleraar theoretische natuurkunde aan de Universiteit van Amsterdam, per 10 juli 1946 omgezet in een gewoon hoogleraarschap met leeropdracht theoretische fysica en mechanica. Hij hield zijn openbare les op 25 maart 1946  onder de titel Fundamentele deeltjes en velden in de moderne physica. Per 1 september 1981 ging hij met emeritaat en hij hield dat jaar zijn afscheidscollege onder de titel De wetenschappelijke gemeenschap.

### Overige activiteiten
Naast zijn werk als hoogleraar was De Boer ook actief in de organisatie van diverse natuurkundige genootschappen. Zo was hij van 1946 tot 1955 hoofdredacteur van het Nederlands Tijdschrift voor Natuurkunde (NTvN) alsmede lid van de Nederlandse Natuurkundige Vereniging. In 1953 werd hij benoemd tot lid van de Koninklijke Nederlandse Akademie van Wetenschappen (KNAW), waar hij drie jaar lang (van 1975 tot 1978) het voorzitterschap vervulde van de Afdeling Natuurkunde. Daarnaast was hij van 1970 tot 1981 voorzitter van de Stichting voor Fundamenteel Onderzoek der Materie (FOM).
Prof. dr. J. de Boer overleed in 2010 op 98-jarige leeftijd.